# Ankylosuchus
Ankylosuchus is een geslacht van uitgestorven doswelliide archosauromorfe reptielen uit het Laat-Trias van Texas. Ankylosuchus is een monotypisch geslacht en de typesoort is Ankylosuchus chinlegroupensis. Het werd in 2013 benoemd op basis van een fossiel exemplaar, holotype NMMNH P-16723, met fragmenten van vier wervels, delen van de schedel en een deel van een ledemaatbot. Deze overblijfselen zijn afkomstig uit de Colorado City-formatie, die dateert uit het Vroeg-Carnien van het Laat-Trias. Ankylosuchus chinlegroupensis is vernoemd naar de Chinle-groep, een stratigrafische groep waaronder veel formaties uit het Laat-Trias van het zuidwesten van de Verenigde Staten vaak zijn geplaatst, hoewel een recente herziening van de stratigrafische nomenclatuur er de voorkeur aan geeft de Dockum-groep te worden genoemd. Ankylosuchus is vergelijkbaar met andere doswelliiden in het hebben van zware bepantsering, bestaande uit dikke benige platen, osteodermen genaamd, die stevig in elkaar grijpen en onregelmatig van putjes zijn voorzien. Het verschilt van andere doswelliiden doordat de putjes op de osteodermen dieper zijn en sommige osteodermen zijn versmolten met die welke lateraal daaraan liggen. Hiernaar verwijst de geslachtsnaam: de 'versmolten krokodil'.